# Metrioptera
Metrioptera é um género de insecto da família Tettigoniidae.

## Espécies
Este género contém as seguintes espécies:
- Metrioptera ambigua Pfau, 1986
- Metrioptera brachyptera (Linnaeus, 1761)
- Metrioptera buyssoni (Saulcy, 1887)
- Metrioptera caprai Baccetti, 1956
- Metrioptera hoermanni (Werner, 1906)
- Metrioptera karnyana Uvarov, 1924
- Metrioptera maritima Olmo-Vidal, 1992
- Metrioptera prenjica (Burr, 1899)
- Metrioptera saussuriana (Frey-Gessner, 1872)
- Metrioptera tsirojanni Harz & Pfau, 1983